# Michael Maerker
Michael Maerker (* 6. Dezember 1955 in Leverkusen; † 11. Oktober 2005 in Wesel) war  ein deutscher Bildhauer.

## Leben und Leistung
Er absolvierte eine solide handwerkliche Ausbildung als Steinmetz und arbeitete anschließend für einige Zeit in Wesel an der dortigen Dombauhütte. Später studierte er dann an der Flensburger Werkkunstschule und schloss dieses Studium als staatlich geprüfter Gestalter ab. Als Dozent für kreatives künstlerisches Arbeiten, besonders für Steingestaltung, war er u. a. in Bad Ems und an der Akademie Klausenhof in Hamminkeln-Dingden tätig. In den letzten Jahren lebte und arbeitete Michael Maerker als freischaffender Künstler als Bildhauer und Maler in Wesel am Niederrhein sowie in seinem Atelier auf der griechischen Insel Kea.

## Werke
Er zeigte seine Werke in zahlreichen Einzel- und Gemeinschaftsausstellungen am Niederrhein. Er war Gründer der Künstlergemeinschaft Kaleidoskop.
| Personendaten    | Personendaten       |
| ---------------- | ------------------- |
| NAME             | Maerker, Michael    |
| KURZBESCHREIBUNG | deutscher Bildhauer |
| GEBURTSDATUM     | 6. Dezember 1955    |
| GEBURTSORT       | Leverkusen          |
| STERBEDATUM      | 11. Oktober 2005    |
| STERBEORT        | Wesel               |